# Eisenbahnmuseum Mülhausen

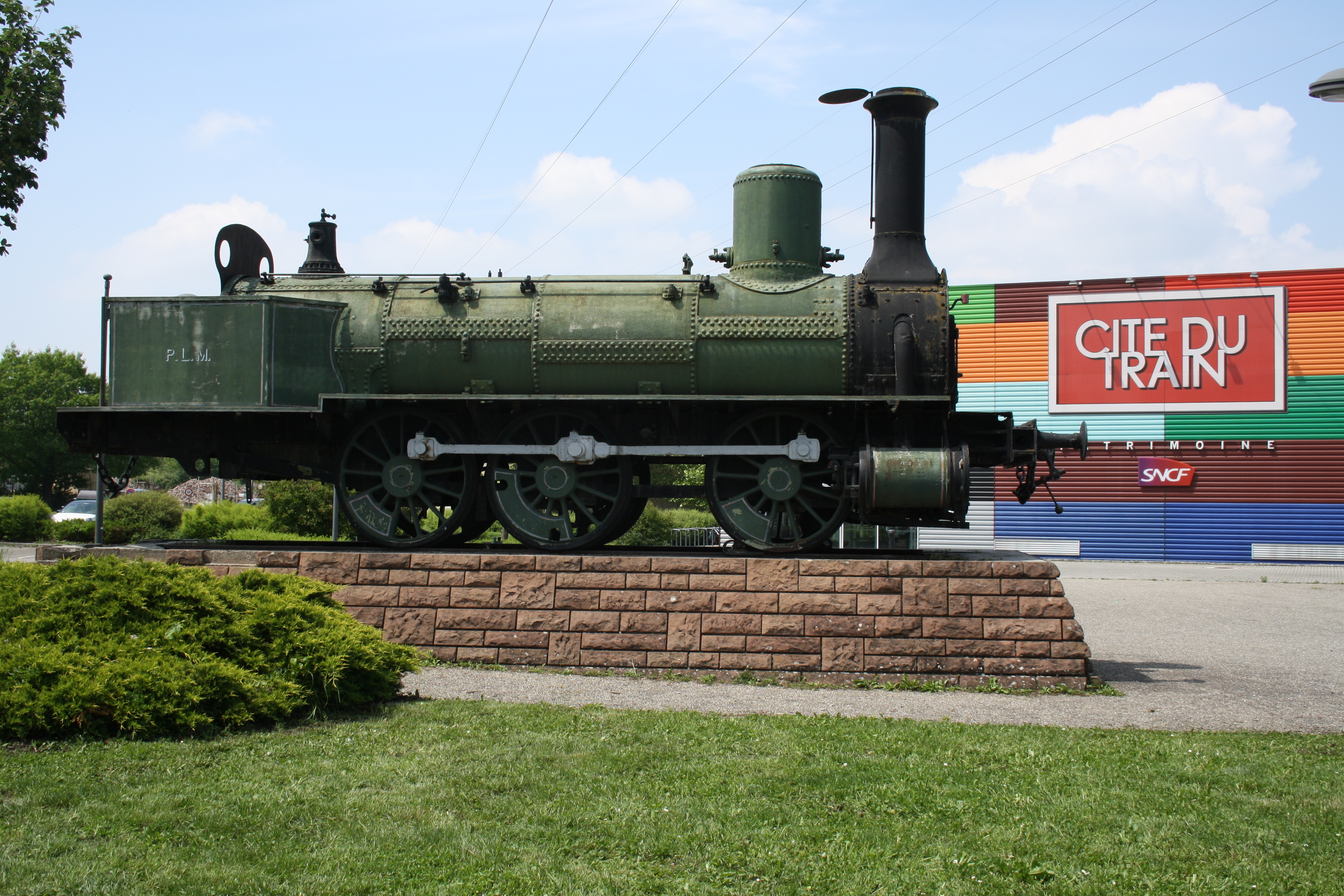
Eingangsbereich mit Dampflokomotive TB 2 der P.L.M. aus dem Jahr 1860

Das Eisenbahnmuseum Mülhausen (französische Bezeichnungen Cité du Train oder (älter) Musée français du Chemin de Fer) ist das französische Eisenbahnmuseum.

## Geschichte

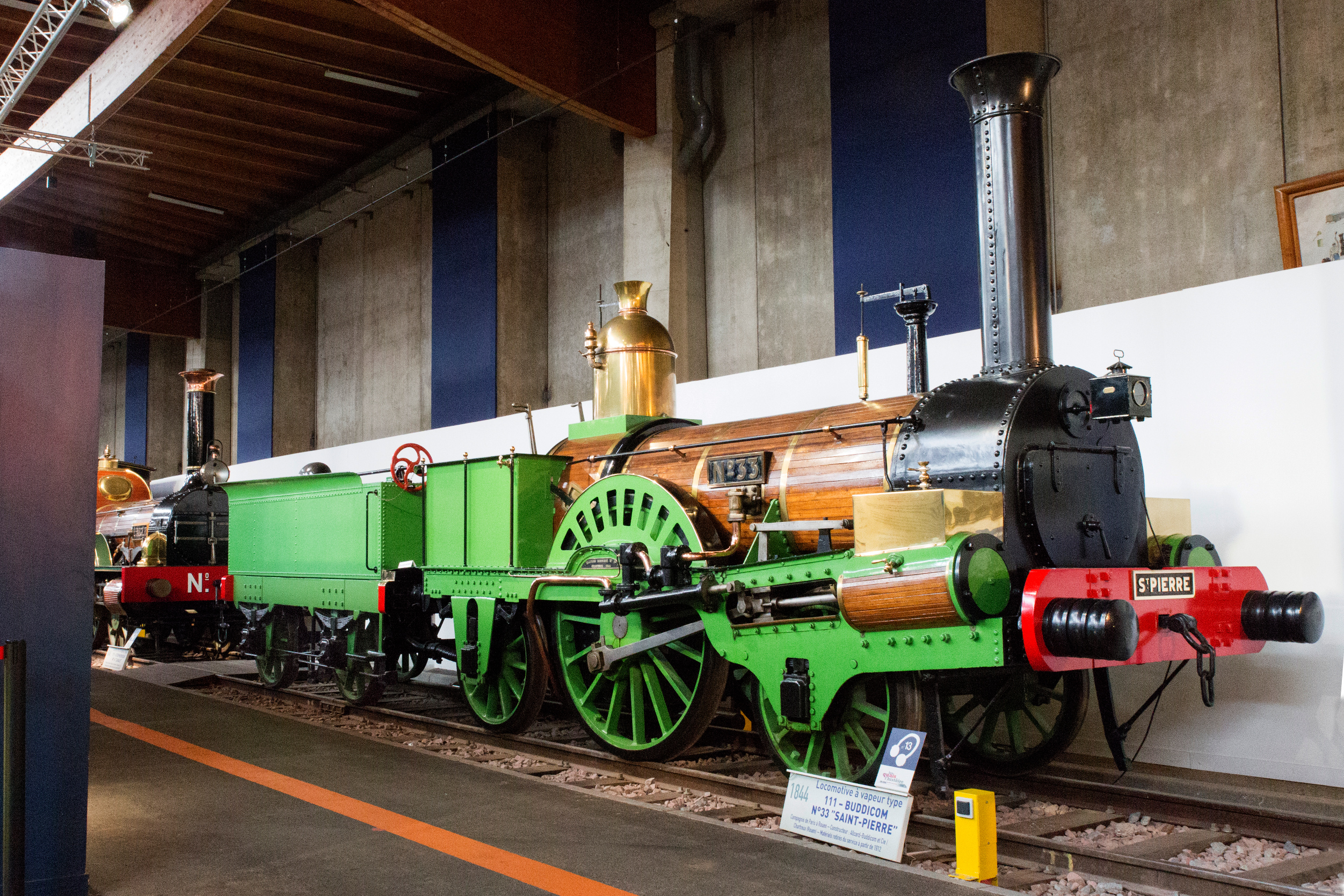
Lokomotive Saint-Pierre der Compagnie du chemin de fer de Paris à Rouen

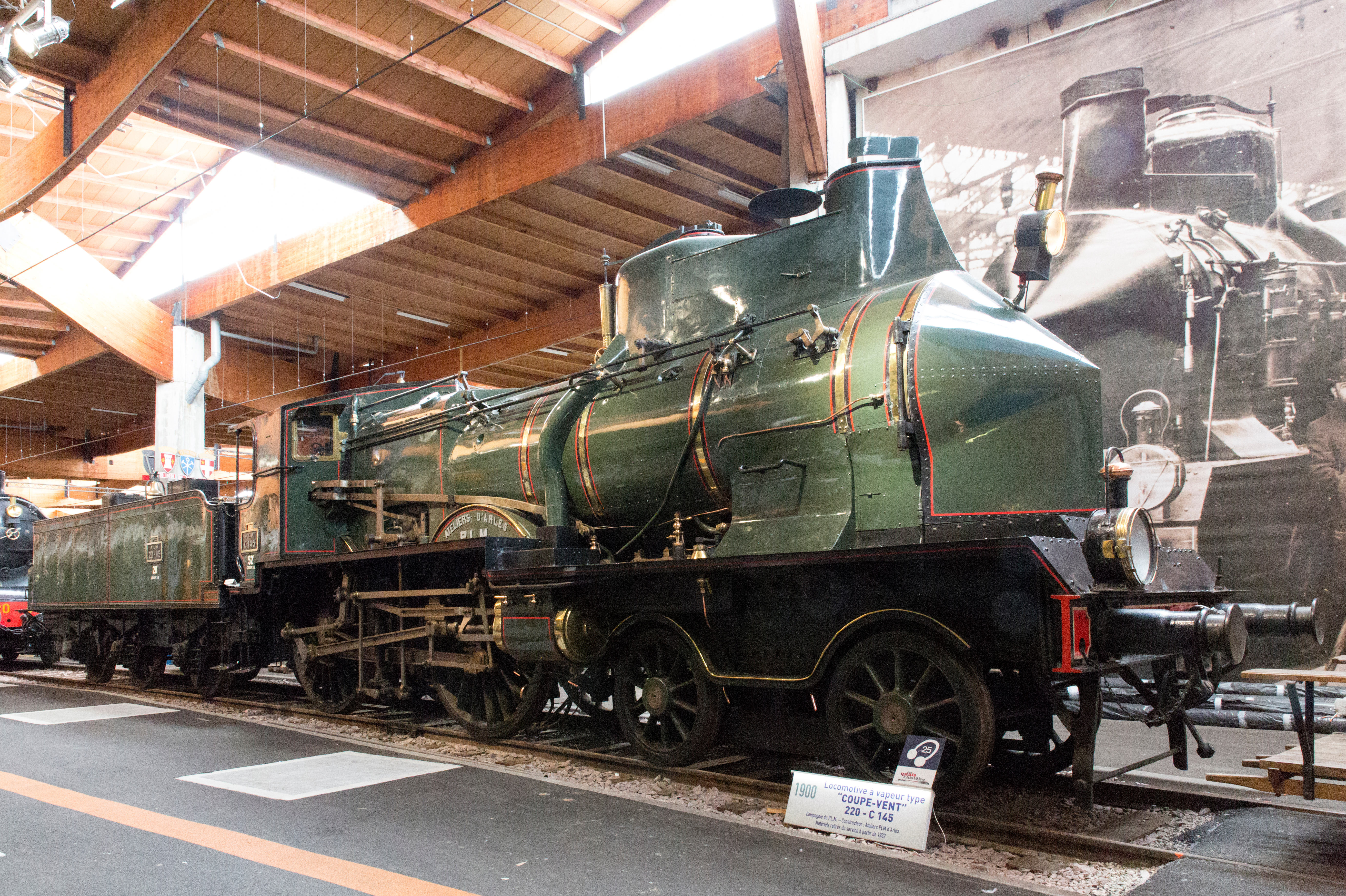
Schnellzuglokomotive C 145 der P.L.M. aus dem Jahr 1900

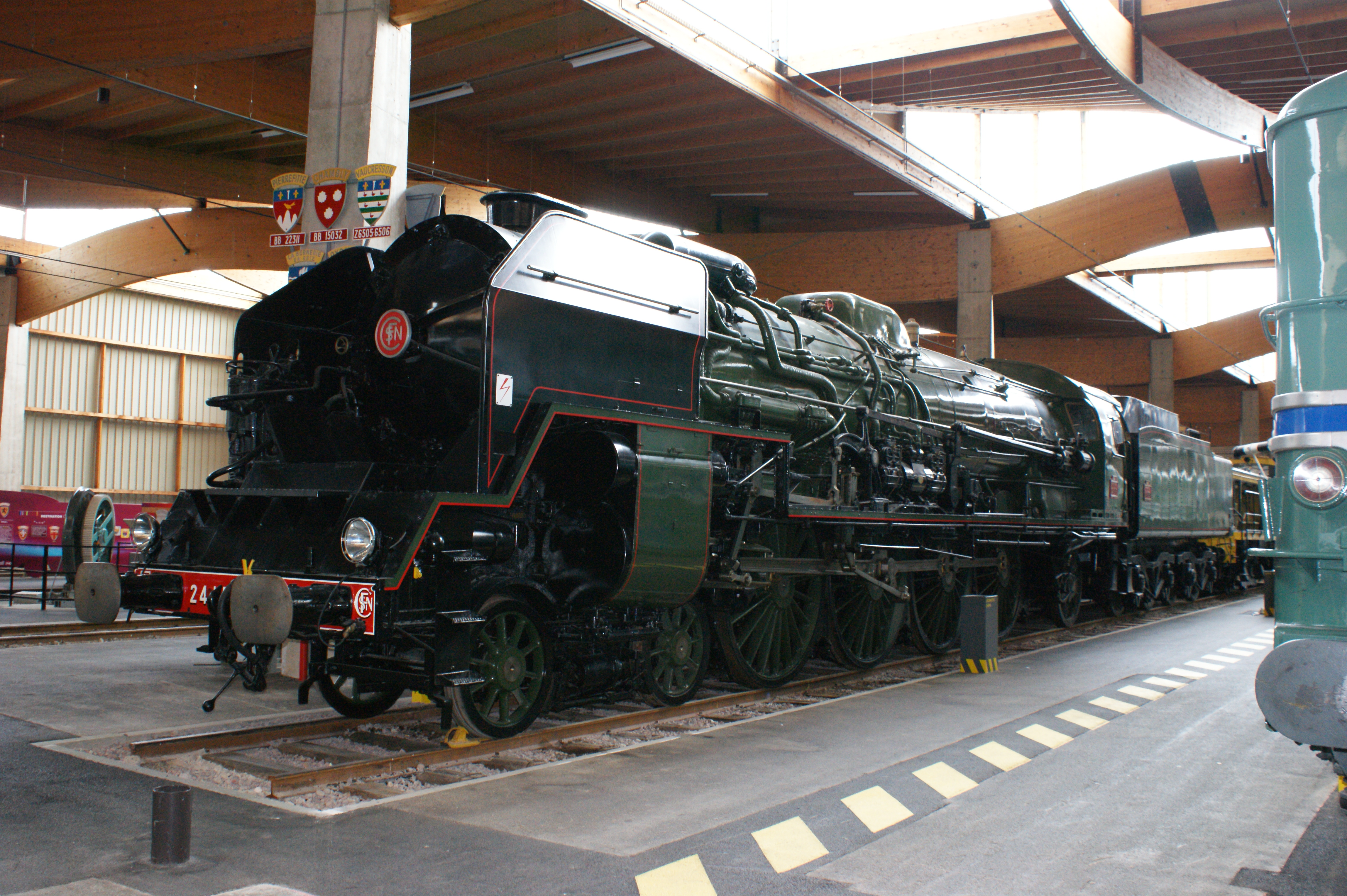
Schwere 2’D1’-Schnellzuglok der SNCF-Baureihe 241 P aus dem Jahr 1950

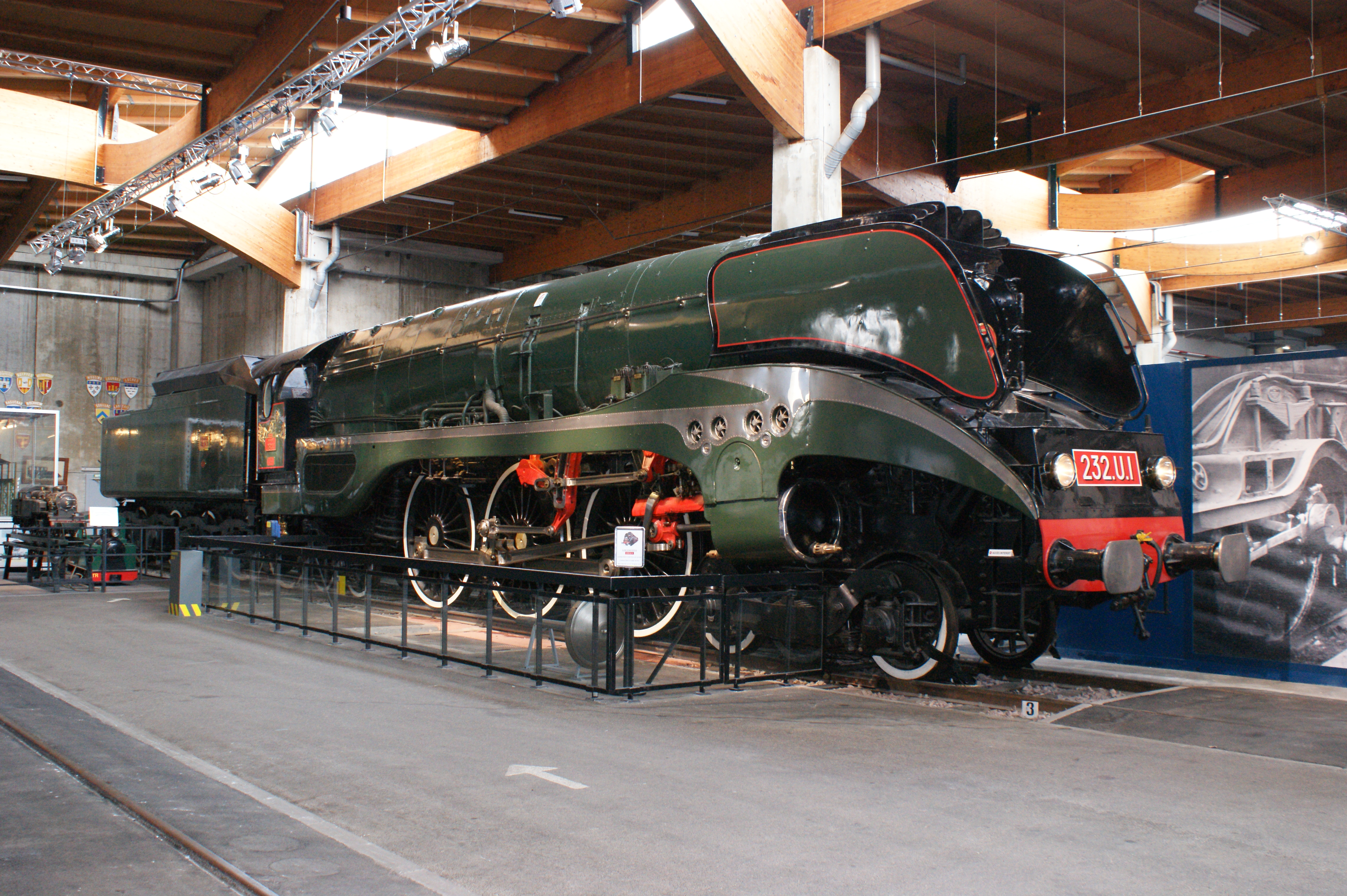
Stromlinienverkleidete 2’C2’-Schnellzuglok 232 U 1

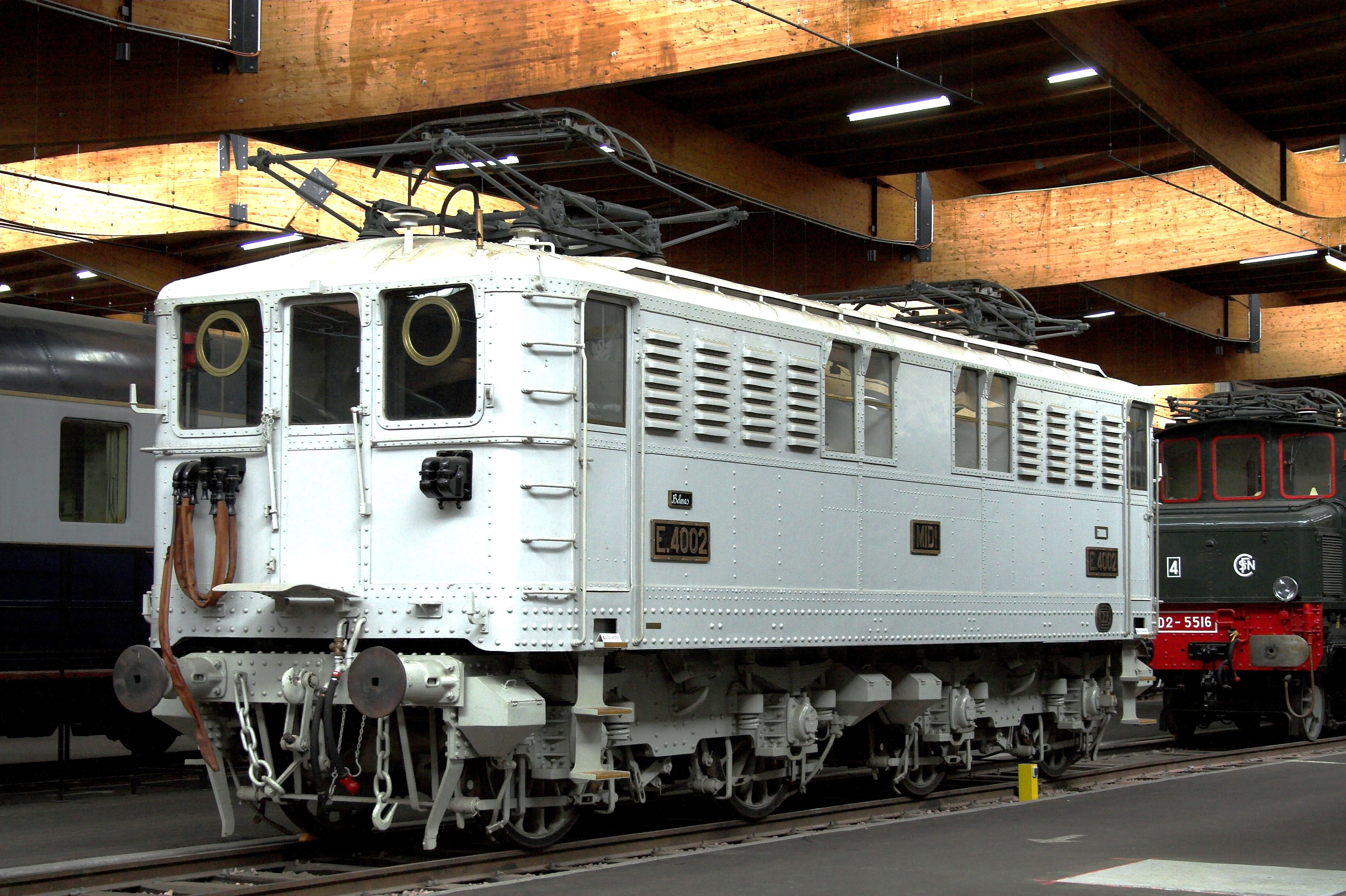
Elektrische Lokomotive E 4002 der Compagnie des chemins de fer du Midi

Die ersten Pläne für ein Eisenbahnmuseum wurden nach der Weltausstellung 1900 in Paris geschmiedet. Diese verliefen aber im Sande, weil man sich im Laufe der Jahre auf keinen geeigneten Standort einigen konnte. Im Jahr 1969 bot die Stadt Mulhouse der staatlichen französischen Eisenbahngesellschaft SNCF ein Museumsgelände für ihr historisches Rollmaterial an.
Zwei Jahre später, 1971, wurden die ersten Lokomotiven im alten Lokschuppen im nördlichen Teil des Nordbahnhofs von Mulhouse untergebracht. Ein Neubau auf einem Nachbargrundstück in Mulhouse-Dornach wurde im Jahre 1976 für die Öffentlichkeit eröffnet und 1983 zum ersten Mal um 6 Gleise erweitert.
Nach einem Rückgang der Besucherzahlen entschieden die französische National- wie auch die Regionalregierung unter Mithilfe der Stadt Mulhouse, das Museum zu renovieren und unter einem neuen Konzept der Öffentlichkeit vorzustellen. Der Betrieb wurde 2004 für die Dauer von 12 Jahren an die private Culturespaces übertragen.
Unter dem Motto „Das Goldene Zeitalter der Eisenbahn“ (Le siècle d’or du chemin de fer) wurden Ereignisse der Zeit von 1850 bis 1950 in einer neuen, 6000 Quadratmeter großen Halle inszeniert, die 2005 eröffnet wurde. Aus diesem Anlass wurde auch der neue Name Cité du Train eingeführt. Außerdem ist die Zahl der Ausstellungsstücke um 25 auf 103 erhöht worden.
Im alten renovierten Gebäude, das die älteste Lokomotive des europäischen Festlandes ausstellt und die Geschichte von 1844 bis 1981 und die technischen Aspekte betont, können die Mechanismen zur Dampferzeugung sowie die Entwicklung der Diesel- und Elektrolokomotiven sowie der Personen- und Güterwagen nachvollzogen werden.
Im Freigelände außerhalb der beiden Gebäude befinden sich seit 2013 weitere Exponate der Bahninfrastruktur und eine 127-mm-Gartenbahn für die Besucher (vom 1. April bis zum 31. Oktober). Ein Restaurant befindet sich im Verbindungsbau. Zurzeit hat das 25.000 Quadratmeter große Gelände noch einmal so viele Ausstellungsstücke in Reserve, für die kein Platz im Museum vorhanden ist. Diese Objekte sind nicht öffentlich zugänglich in Mohon, einem Ortsteil von Charleville-Mézières im Département Ardennes, gelagert.
2016 waren im öffentlich zugänglichen Bereich 33 Dampflokomotiven, 17 Elektrolokomotiven, 9 Diesellokomotiven und 20 Triebwagen (darunter zwei Zahnradfahrzeuge) bzw. Triebzüge ausgestellt, zudem seit Frühjahr 2015 der Triebkopf eines TGV der ersten Generation. Dazu kamen zahlreiche Personen- und Güterwagen sowie u. a. Draisinen und ein Schneepflug. Sie ermöglichen einen Überblick über die Geschichte der französischen Eisenbahnen von den Anfängen bis in die Neuzeit. Zu den herausragenden Exponaten zählen die Lokomotive Saint-Pierre der Compagnie du chemin de fer de Paris à Rouen aus dem Jahr 1844, die 231 E 22 (Zuglok des Luxuszugs Flèche d’Or) und die 232 U 1, eine stromlinienförmig verkleidete Dampflok, die 1938 bei der Société alsacienne de constructions mécaniques (SACM) bestellt wurde, aufgrund der Deutschen Besetzung Frankreichs im Zweiten Weltkrieg aber erst 1949 ausgeliefert werden konnte. Älteste ausgestellte elektrische Lokomotive ist die 161 BE 3, eine 1929 von der P.L.M. erworbene Doppellokomotive der Baureihe 161 BE, auch die Weltrekordlok BB 9004 ist vorhanden. Die Dieseltraktion ist mit zahlreichen Exponaten, darunter der sechsachsigen CC 65001 und dem Triebkopf eines RTG-Turbotrains, vertreten. Zu den bemerkenswertesten Triebwagen gehören eine gummibereifte Micheline des Typs 22 und ein Bugatti-Triebwagen des in neun Exemplaren gebauten Typs „Présidentiel“. Ein Sprague-Thomson-Triebwagen der Pariser Métro erlaubt eine virtuelle Führerstandsmitfahrt.

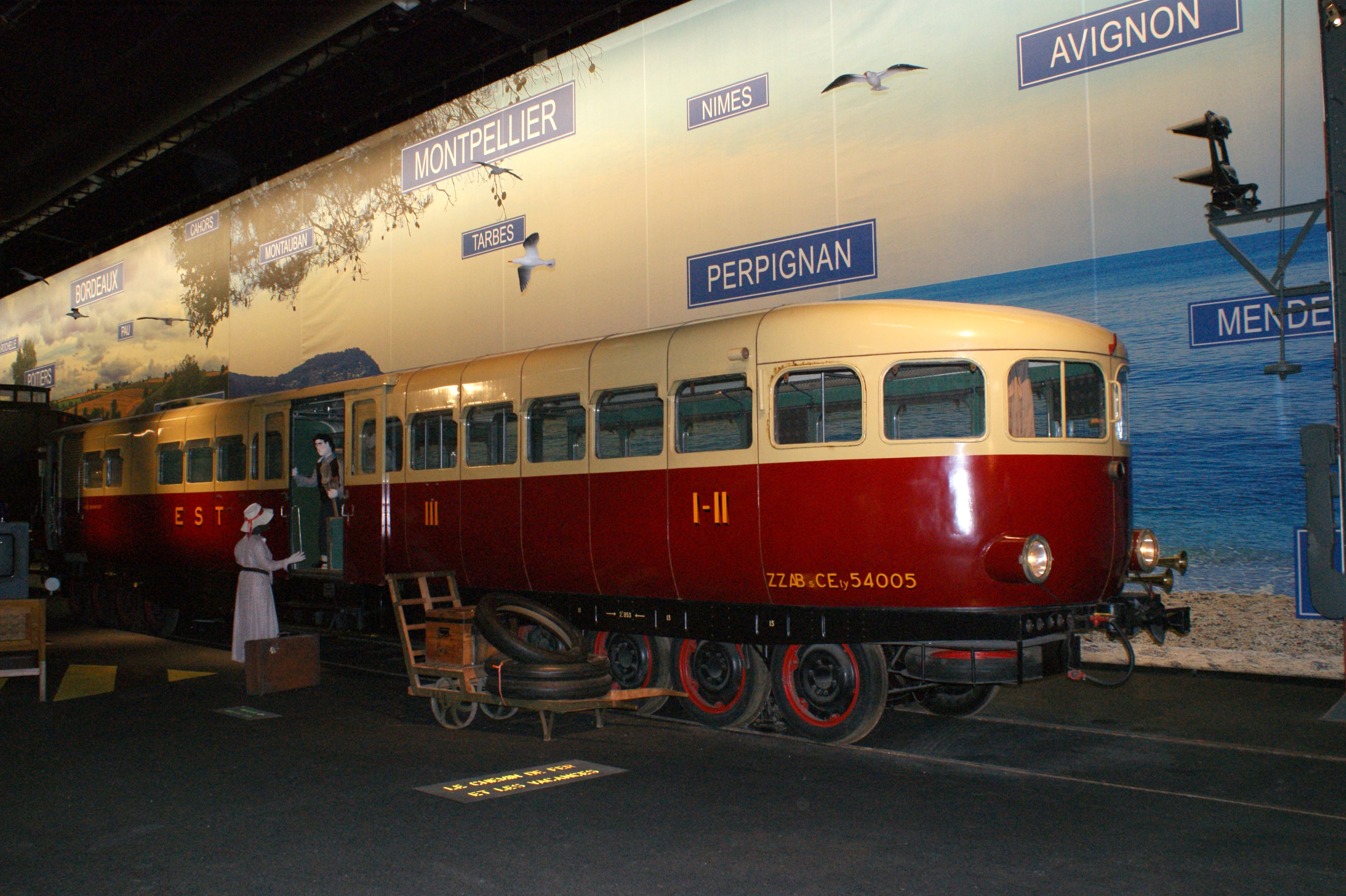
Gummibereifter Micheline-Triebwagen des Typs 22
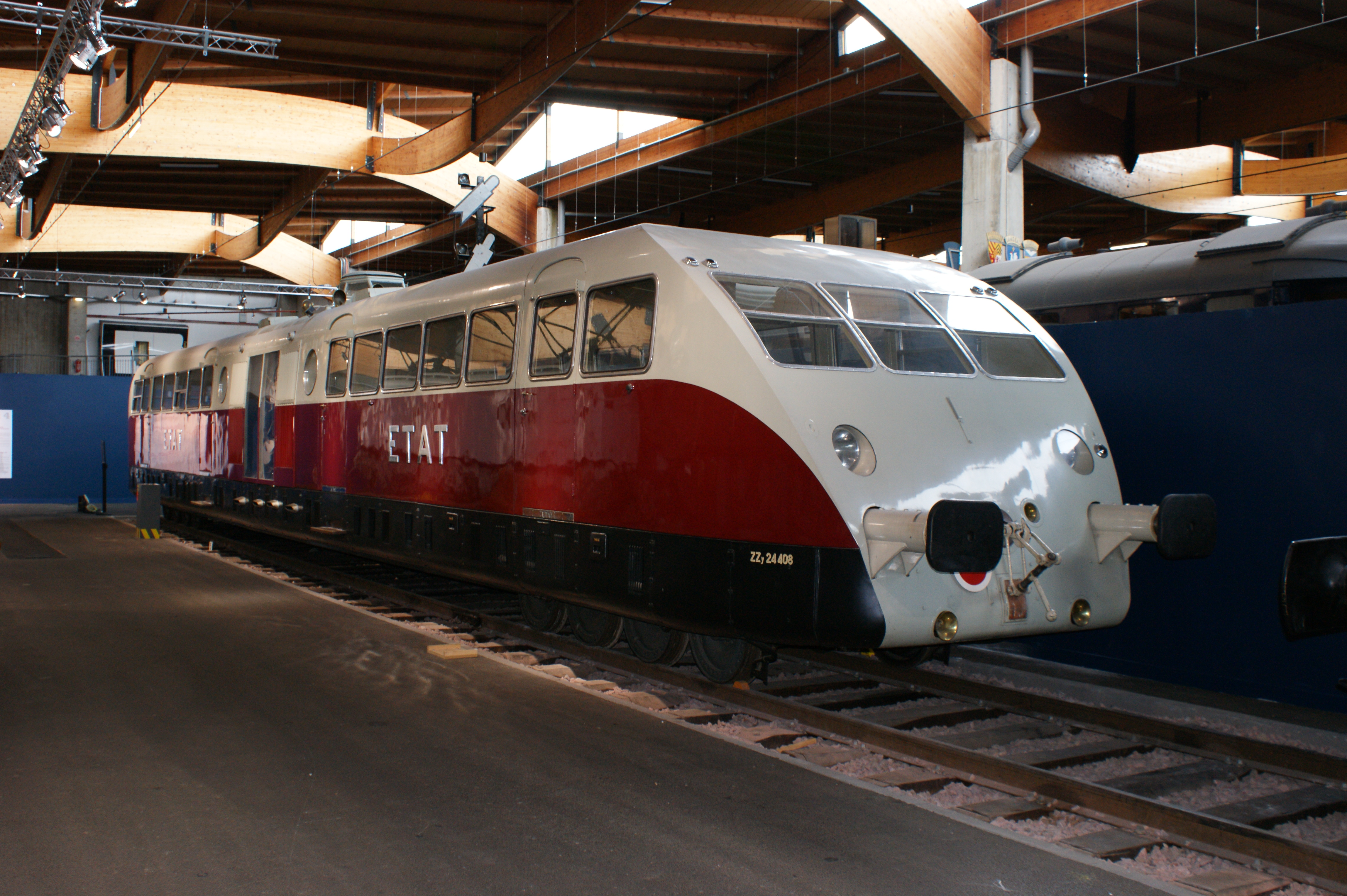
Bugatti-Présidentiel
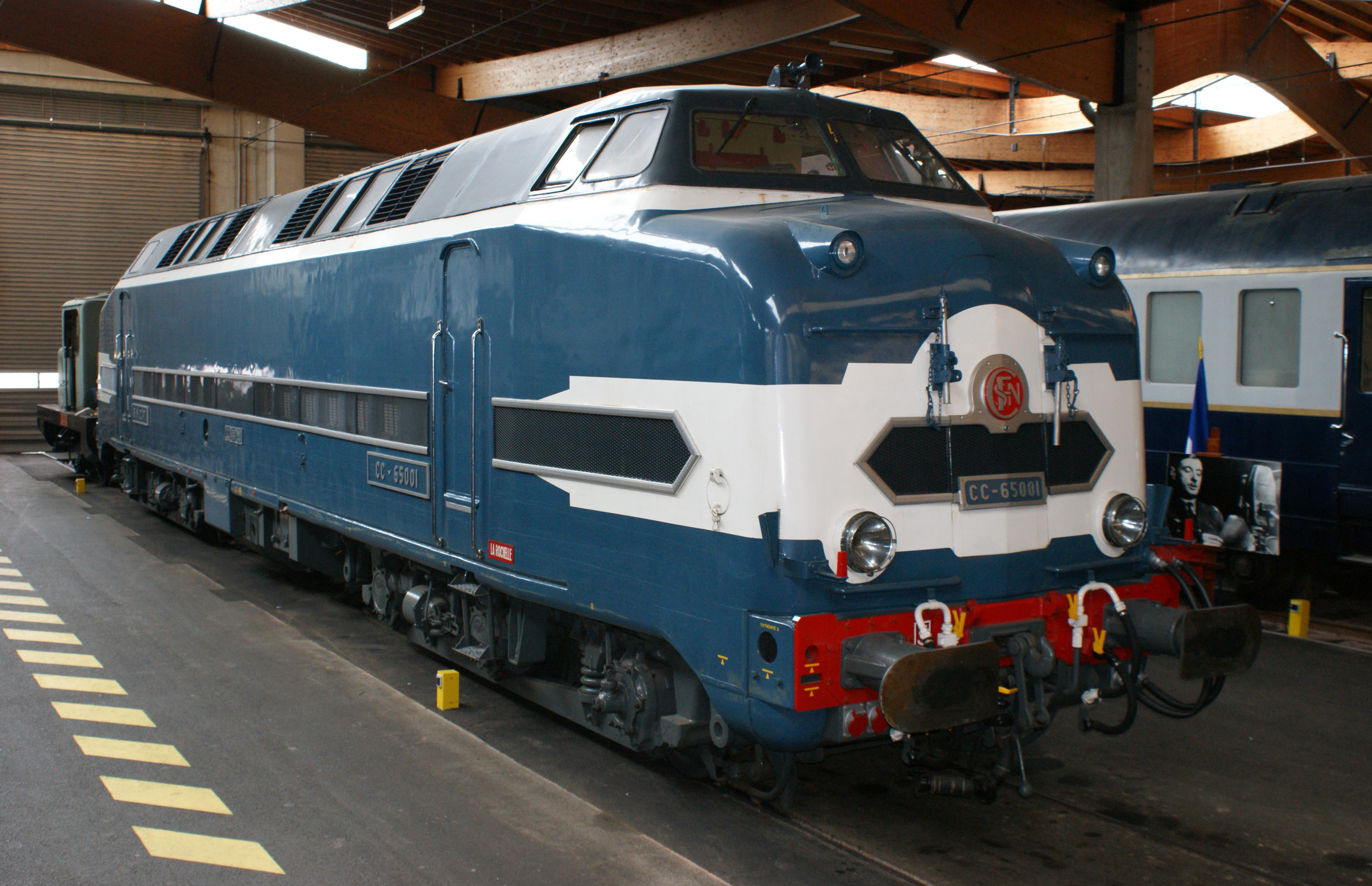
Dieselelektrische Lok der SNCF-Baureihe CC 65000 aus dem Jahr 1956

## Rosny-Rail
Das Museum hat im Großraum Paris eine Außenstelle. Im alten Bahnhof von Rosny-sous-Bois widmet sich eine Ausstellung der Technik rund um dem Schienenverkehr. Jenes Museum bietet keine große Fahrzeugschau, sondern Ausstellungsstücke rund um Signalisierung und Bahntechnik.